# Cyphomandra betacea
Cyphomandra betacea là loài thực vật có hoa trong họ Cà. Loài này được (Cav.) Miers mô tả khoa học đầu tiên năm 1854.
Cà chua Tamarillo, còn được gọi là cà chua thân gỗ có màu vàng hoặc đỏ sáng, hình bầu dục hoặc elip, có nguồn gốc từ khu vực Nam và Trung Mỹ.
Loại cà chua này hiện còn được rộng rãi và mang lại giá trị kinh tế cao cho vùng Nam và Trung Mỹ, Châu Phi, Australia và Châu Á.
Hương vị đặc trưng của cà chua Tamarillo là thơm ngon, hơi chua ngọt. Nhờ giàu các loại vitamin và khoáng chất, cà chua này có thể ăn tươi trực tiếp, làm salad, ép nước uống và dùng xào nấu các món như bình thường.
Hiện chưa có một nghiên cứu khoa học nào được công bố về việc so sánh lợi ích của cà chua Tamarillo với các loại cà chua đỏ đang được trồng phổ biến ở khắp nơi trên thế giới.
Tuy nhiên, theo Style Craze, sở dĩ loại cà chua này có tên riêng như vậy là để dễ phân biệt với loại cà chua thông thường, đồng thời cũng để nhấn mạnh những đặc tính đặc biệt của cà chua Tamarillo.